# Государственный совет мира и развития
Государственный совет мира и развития (бирм. နိုင်ငံတော်အေးချမ်းသာယာရေးနှင့်ဖွံ့ဖြိုးရေးကောင်စီ, ГСМР или Na Ah Hpa) — временный законодательный и исполнительный орган (военная хунта) Мьянмы до 2011 года.

## История
Государственный совет по восстановлению правопорядка был сформирован, когда вооруженные силы Бирмы под командованием генерала Со Мауна захватили власть 18 сентября 1988 года, подавив восстание 8888. В день захвата власти СЛОРК издал Приказ № 1/1988, в котором говорилось, что к власти пришли вооруженные силы, и объявил о создании ГСВП. Приказом № 2/1988 ГСВП упразднила все органы государственной власти, которые были сформированы в соответствии с конституцией Бирмы 1974 года. Парламент, Совет министров, Совет народных судей, Совет народных прокуроров, Совет народных инспекторов, а также народные советы штатов, регионов, поселков, районов и деревень были упразднены.
Приказы, изданные ГСВП в день своего прихода к власти, можно увидеть в выпуске «Жэньминь жибао» от 19 сентября 1988 года. Первым председателем ГСВП был генерал Со Маун, также исполнявший обязанности премьер-министра. Он был снят с должности председателя ГСВП и премьер-министра 23 апреля 1992 года, когда генерал Тан Шве занял оба поста.
15 ноября 1997 года ГСВП был упразднен и преобразован в Государственный совет мира и развития (ГСМР). Большинство, но не все члены упраздненной ГСВП находились в военном правительстве ГСМР.

## Руководство

### Председатели
| Председатель | Председатель | Председатель | Срок правления         | Срок правления   | Партия       |
| No.          | Изображение  | Имя          | Вступление в должность | Уход с должности | Партия       |
| ------------ | ------------ | ------------ | ---------------------- | ---------------- | ------------ |
| 1            |              | Со Маун      | 18 сентября 1988       | 23 апреля 1992   | беспартийный |
| 2            |              | Тан Шве      | 23 апреля 1992         | 30 марта 2011    | беспартийный |

### Вице-председатели
| Вице-председатель | Вице-председатель | Вице-председатель | Срок правления         | Срок правления   | Партия       |
| No.               | Изображение       | Имя               | Вступление в должность | Уход с должности | Партия       |
| ----------------- | ----------------- | ----------------- | ---------------------- | ---------------- | ------------ |
| 1                 |                   | Тан Шве           | 18 сентября 1988       | 23 апреля 1992   | беспартийный |
| 2                 |                   | Маун Ае           | июль 1992              | 30 марта 2011    | беспартийный |

## Состав
Упорядочено по протоколу:
- Старший генерал Тан Шве, председатель ГСМР, главнокомандующий службами обороны
- Заместитель старшего генерала Маун Ае, заместитель председателя ГСМР, заместитель главнокомандующего службами обороны, главнокомандующий армией
- Генерал в отставке Шве Ман, бывший Объединенный начальник штаба армии, флота и ВВС
- Генерал в отставке Тейн Сейн, премьер-министр и бывший президент
- Генерал в отставке Тин Аун Мьин У, первый секретарь ГСМР, бывший генерал-квартирмейстер и бывший вице-президент
- Генерал-майор О Мьин, начальник Управления специальных операций — 1 (штат Качин, область Мандалай, штат Чин, область Сагаинг)
- Генерал-лейтенант Мин Аун Хлайн, начальник Управления специальных операций — 2 (штат Шан, штат Кая)
- Генерал-лейтенант Ко Ко, начальник Управления специальных операций — 3 (регион Баго, регион Иравади)
- Генерал-лейтенант Та Ае, начальник Управления специальных операций — 4 (штат Карен, штат Мон, область Танинтари)
- Генерал-лейтенант Мьин Шве, начальник Управления специальных операций — 5 (регион Янгон)
- Генерал-лейтенант Кхин Зау, начальник Управления специальных операций −6 (регион Магве, штат Ракхайн)
- Генерал-майор Хла Хтай Вин, начальник подготовки вооруженных сил
- Генерал-лейтенант в отставке Тин Эй, бывший начальник Управления вооружений, нынешний глава Избирательного совета[1]
- Генерал-лейтенант Тура Мьинт Аунг, генерал-адъютант

## Нарушение прав человека
Западные неправительственные организации, такие как Кампания для Бирмы в Великобритании, Кампания США для Бирмы, Amnesty International и Human Rights Watch, выдвинули ряд серьезных обвинений в адрес ГСМР. В отчетах этих организаций, а также Организации Объединенных Наций и Каренской группы по правам человека говорится о грубых нарушениях прав человека, имевших место в Бирме при их режиме, в том числе:
- Убийства и произвольные казни
- Пытки и изнасилования
- Вербовка детей-солдат
- Принудительные переселения
- Принудительный труд
- Политические репрессии

### Убийства
Одно из самых ужасных злодеяний режима произошло во время восстания в августе 1988 года, когда миллионы бирманцев прошли маршем по стране, призывая к прекращению военного правления. В следующие недели солдаты застрелили сотни протестующих и убили около 3000 человек. Во время демонстраций в августе и сентябре 2007 г. по меньшей мере 184 протестующих были убиты и многие подверглись пыткам. Согласно SPDC, мьянманская армия участвовала в военных наступлениях против этнических меньшинств, совершая действия, нарушающие международное гуманитарное право.

### Вербовка детей-солдат
Утверждается, что ГСМР насильственно вербовал детей, некоторым из которых было всего 10 лет, для службы в армии Мьянмы. Трудно подсчитать количество детей-солдат, служивших в бирманской армии, но согласно данным Human Rights Watch, «Глобальный доклад о детях-солдатах» за 2008 год и Amnesty International, их были тысячи.
Генеральный секретарь ООН назвал ГСМР в четырех последовательных отчетах за нарушение международных стандартов, запрещающих вербовку и использование детей-солдат

### Принудительные переселения
Human Rights Watch сообщала, что после циклона Наргис в мае 2008 г. мьянманские власти изгнали сотни, если не тысячи, перемещенных лиц из школ, монастырей и общественных зданий и призвали их вернуться в свои разрушенные деревни в дельте Иравади. Власти опустошили некоторые общественные здания и школы, чтобы использовать их в качестве избирательных участков для референдума 24 мая по новой конституции, несмотря на призывы Генерального секретаря ООН Пан Ги Муна отложить референдум и сосредоточить свои ресурсы на оказании гуманитарной помощи. ГСМР, как утверждается, выселял людей из десятков государственных палаточных лагерей для оказания помощи в окрестностях бывшей столицы Янгона, приказывая жителям вернуться в свои дома, независимо от условий, с которыми они сталкиваются.
Принудительное выселение было частью усилий правительства, направленных на то чтобы продемонстрировать, что период оказания чрезвычайной помощи закончился и что пострадавшее население способно справиться без иностранной помощи. Люди, которые были вынуждены покинуть свои дома в результате циклона Наргис, считаются внутренне перемещенными лицами в соответствии с международным правом. В соответствии с Руководящими принципами ООН по вопросу о перемещении лиц внутри страны к правительству Бирмы был обращен призыв обеспечить право «перемещенных внутри страны лиц вернуться добровольно, в безопасности и с достоинством в свои дома или места обычного проживания или добровольно переселиться в другую часть страны».

### Принудительный труд
По данным Международной организации труда, несмотря на приход к власти в Мьянме нового квазигражданского правительства, принудительный труд по-прежнему широко распространен. Он вводится в основном военными для работы носильщиком (то есть перевозки провизии на удаленные базы или во время военных операций), строительства дорог, строительства и ремонта лагерей, а также для ряда других задач. В марте 1997 года Европейский Союз отозвал торговые привилегии Мьянмы из-за преобладания принудительного труда и других злоупотреблений. В том же году МОТ учредила Комиссию по расследованию утверждений о принудительном труде, которая в следующем году представила изобличающий отчет.
В ноябре 2006 года Международная организация труда объявила, что она должна добиваться в Международном уголовном суде «судебного преследования членов правящей хунты Мьянмы за преступления против человечности» по обвинениям в принудительном труде ее граждан военными. По данным МОТ, около 800 000 человек подвергаются принудительному труду в Мьянме.

### Политические репрессии
Еще до начала масштабных демонстраций в августе 2007 года власти арестовали многих известных противников правительства по политическим мотивам, некоторые из которых были освобождены из тюрьмы лишь несколькими месяцами ранее. Перед репрессиями 25-29 сентября произошли новые аресты членов оппозиционной партии Национальная лига за демократию, что, по мнению критиков, было превентивной мерой перед репрессиями.
Во время самого подавления произошли массовые облавы, и власти продолжали арестовывать протестующих и сторонников в течение 2007 года. Были задержаны от 3000 до 4000 политических заключенных, включая детей и беременных женщин, 700 из которых, как полагали, все еще находились под стражей на конец года. По меньшей мере 20 человек были обвинены и приговорены в соответствии с законодательством о борьбе с терроризмом в ходе судебных разбирательств, не соответствующих международным стандартам справедливого судебного разбирательства. Задержанным и обвиняемым было отказано в праве на помощь адвоката.